# Joaquín Poza Cobas
Joaquín Poza Cobas   (Pontevedra, 1870 - Pontevedra, 20 d'agost de 1948) fou un periodista i polític gallec.

## Trajectòria
Era fill de Laureano Poza Estévez. Llibreter i impressor, a la seva impremta del carrer Michelena es van imprimir els Documentos, inscripciones, monumentos, extractos de manuscritos, tradiciones, noticias, etc. para la Historia de Pontevedra, de Casto Sampedro (1902), alguns números de la revista Nós, reglaments de societats obreres i periódics com El Amigo del Pueblo de Vigo. També tenia una llibreria a la plaça Indalecio Armesto.
Vinculat al moviment republicà de Pontevedra ja a finals del segle xix, en 1900 apareix com a administrador del periòdic La Unión Nacional portaveu del moviment republicà. Dirigent del Partit Radical des dels seus inicis, en 1904 fou un dels signataris de la convocatòria al míting que Alejandro Lerroux va fer a Pontevedra. També fou director dels periódics El Grito del Pueblo, òrgan del Partit Republicano, i La Libertad (en 1907 era el seu administrador i, des de 1908, director i propietari, i s'imprimia als seus tallers tipogràfics. Fou substituït pel seu fill Joaquín).
Fou un dels signataris del manifest dels republicans gallecs a la Junta Directiva de l'Aliança Republicana en 1928. Soci del Centre Republicà de Pontevedra, milità inicialment al Partit Republicà Radical Socialista, del que es va donar de baixa posteriorment. En 1935 ingressà a Unió Republicana.
Casat amb Pilar Juncal, germana de José Juncal Verdulla, entre els seus fills destacaren 
Joaquín, Hernán i Laureano Poza Juncal.